# Маклин, Кэтрин
Кэтрин Энн Маклин (англ. Katherine Anne MacLean; 22 января 1925 — 1 сентября 2019) — американская писательница в жанре научной фантастики. Известна своими фантастическими рассказами 1950—1970 х годов, в которых исследовала влияние технологических достижений на людей и общество.

## Биография
Родилась в 1925 году в городе Глен-Ридж (штат Нью-Джерси), окончила нью-йоркский Барнард-колледж с дипломом экономиста и колледж Годдарда в Плейнфилде (штат Вермонт) с дипломом психолога. После получения образования работала на разных должностях в различных сферах, она работала медсестрой, в охране универсального магазина, специалистом по проведению выборов, графологом-аналитиком, лаборантом, контролером качества на фабрике продуктов. В 1947 году, во время работы лаборантом, начала писать научную фантастику. Её фантастика испытала значительное влияние общей теории систем Людвига фон Берталанфи, и часто демонстрировала предсказания научных достижений.
Уже как сформировавшейся автор преподавала литературное творчество в Университетах штата Коннектикут (в Сторрсе) и штата Мэн (в Ороно).
Первой её публикацией является повесть «Защитный механизм» (1949 год), напечатанная в журнале Astounding Science Fiction. Среди её произведений можно выделить: рассказы «Изображения не лгут» (1951), «Эффект снежка» (1952), рассказ-повесть «Потерянный» (1971). Романы «Потерянный» (1972), «Космические шахматы» (1962), «Темное крыло» (1979).
Некоторые произведения были переведены на русский язык и издавались в СССР.

## Отзывы современников
Дэймон Найт писал: «Как писатель-фантаст она выделяется; её работа не только технически блестящая, но имеет редкую человеческую теплоту и богатство». Брайан Олдис отметил, что она может «делать непонятное простым», в то время как Теодор Старджон замечал, что Кэтрин «обычно начинает с основ тяжелой науки, или рационализирует психологические явления с красиво завершенной логикой».
Согласно Энциклопедии научной фантастики, она «была в авангарде тех писателей, которые пытались применить к легким наукам технику тяжелых наук».
Её произведения были включены в антологии и некоторые из них были представлены на радио и телевидении. Опубликовано три сборника её рассказов.

## Награды
Кэтрин Маклин получила премию «Небьюла» в 1971 году за свою повесть «Потерянный» (Analog, март 1971), и стала профессиональным почетным гостем на первом WisCon в 1977 году. Удостоена звания почетного автора SFWA в 2003 году от Ассоциации авторов научной фантастики Америки. В 2011 году она получила Премию повторного открытия имени Кордвайнера Смита.